# Willy Taofifénua
Pour les articles homonymes, voir Taofifénua.

a Compétitions nationales et continentales officielles uniquement.

b Matchs officiels uniquement.
Dernière mise à jour le 29 mars 2010.
Willy Taofifénua, né le 4 février 1963 à Nouméa, est un joueur de rugby français, évoluant au poste de troisième ligne aile, troisième ligne centre ou centre notamment pour le FC Grenoble.  

## Biographie
Originaire de Wallis, Willy Taofifénua a été formé au club de Lomipeau à Nouméa avant d'arriver au Stade montois en 1989 puis au FC Grenoble en 1992.
Fin 1990, il est sélectionné avec une sélection Côte basque-Landes qui au Stade Jean-Dauger de Bayonne réussira l'exploit de battre les All Blacks (12-18).
Il a plusieurs frères qui ont joué au plus haut niveau, comme Jean-Claude et Jean-Jacques avec lesquels il a évolué à Grenoble.
Marie est son épouse et la mère d'une famille nombreuse: Fabrice, Prisca, Romain, Sébastien, Killian.
Il fait partie de l'équipe des « Mammouths de Grenoble » qui est vice-champion de France 1993, défait 14 à 11 par le Castres olympique sur une erreur d'arbitrage, dans une finale considérée comme l'un des plus gros scandales du rugby français.
Pour sa deuxième saison, le club alpin atteint les demi-finales du championnat de France 1993-1994, défait 22 à 15 par l'AS Montferrand,.
En 1994, il participe aussi à la tournée des Barbarians français en Australie. Le 26 juin 1994, il joue avec les Barbarians français contre l'Université de Sydney en Australie. Il inscrit un essai au cours du match et les Baa-Baas s'imposent finalement 36 à 62. Le 29 juin 1994, il joue contre les Barbarians Australiens au Sydney Cricket Ground. Les Baa-Baas français s'imposent 29 à 20.
À partir de la saison 1998-1999, Willy et son frère Jean-Jacques sont rejoints par leurs cousins Abraham Tolofua et Lyonel Vaïtanaki en provenance du RRC Nice.
Willy est alors capitaine de l'équipe Grenobloise et leader de la « Pacific Connection », l'équipe comprend en effet cinq joueurs de Wallis et Futuna et quatre Néo-Zélandais, dont deux Maoris et sous les ordres de Michel Ringeval, il dispute une nouvelle demi-finale et s'incline à quatre minutes de la fin du match contre l'AS Montferrand.
L'année suivante il participe à la Coupe d'Europe où Grenoble sera la seule équipe à battre les Anglais des Northampton Saints, futurs vainqueurs de l’épreuve.

## Palmarès
Avec le FC Grenoble
- Championnat de France de première division :
  - Vice-champion (1) : 1993[15]
  - Demi-finaliste (2) : 1994 et 1999

- Cape du FC Grenoble Rugby[16]